# KomandArm II
KomandArm II, auch Komandarm II, ist die Kurzbezeichnung für Komandujuschtschi armijei II. Ranges (russisch командарм 2-го ранга / командующий армией 2-го ранга; englisch Commander of the army 2nd Class) und steht für Heerführer, Armeeführer oder Armeebefehlshaber II. Ranges. Hierbei handelte es sich auch um einen sogenannten „personengebundenen militärischen Rang“.
KomandArm II war aber auch die Dienststellungsbezeichnung für den nominellen Inhaber der Befehls- und Kommandogewalt über einen Großverband als Oberbefehlshaber einer Armee im Sinne militärischer Großverbände.
Der KomandArm II war bis 1940 der dritthöchste militärische Rang der Roten Arbeiter- und Bauernarmee (RABA) der Sowjetunion, der nach heutigem Verständnis den NATO-Rang OF9 entsprechen würde. Das Äquivalent dazu in der Seekriegsflotte der UdSSR war der „Flagmann der Flotte II. Ranges“ (russ.: флагман флота 2-го ранга). Mit der Wiedereinführung der üblichen Rangbezeichnung der Generalität war die Bezeichnung KomandArm überholt und wurde aufgegeben.

## Geschichte
Mit Gründung der Sowjetunion wurden die bisherigen Rangbezeichnungen und Dienstgradabzeichen der Kaiserlich Russischen Armee abgeschafft. Da jedoch aus operationellen Erwägungen systemneutral geeignete Lösungen zwingend erforderlich waren, wurden diesbezüglich entsprechende Festlegungen getroffen. Zunächst wurden Bezeichnungen gewählt, die dem entsprechenden Kommando, beziehungsweise der Bedeutung des betreffenden militärischen Großverbands entsprachen und angemessen schienen. Andererseits geboten Erfahrungen aus dem Bürgerkrieg, Erkenntnisse der Militärwissenschaft bezüglich Gliederung und Bezeichnung militärischer Verbände zu berücksichtigen. So kam es im Bereich der Großverbände zu folgender Rangfolge.
- Führungsebene Brigade X: KomBrig (Brigadier – OF6)
- Führungsebene Division XX: KomDiv (Divisionär – OF7)
- Führungsebene Korps XXX: KomKor (Korpskommandant – OF8)
- Führungsebene Armee XXXX: KomandArm II (Heerführer II. Ranges – Befehlshaber Armee OF9)
- Führungsebene Front XXXXX: KomandArm I (Heerführer I. Ranges – Befehlshaber Front OF9)

Damit wurden die ab 1918 eingeführten offiziellen Bezeichnungen, wie beispielsweise „Rotarmist“ (russ.: Krasnoarmeez) ersetzt, aus denen sich Bezeichnungen wie „KrasKom“ (Langform: Krasny Kommdir) bis hin zu „KomandArm“ (Langform: Kommandujuschtschij Armii) im militärischen Alltagsgebrauch sukzessive entwickelt hatten. Festgelegte Rangkategorien gab es ab 1920, die bis 1924 beibehalten wurden.
Mit der Einführung des Ranges im Jahr 1935 wurden 10 Befehlshaber eingewiesen, die in einem Zeitraum von nur drei Jahren alle erschossen wurden. Mit dem personellen Aufwuchs der RABA in den 1930er Jahren stieg auch die Anzahl der Ranginhaber KomandArm II. Zum Zeitpunkt der Wiedereinführung der Generalsränge im Jahre 1940 wurden die „aktuellen“ KomandArm II in folgende Generalsdienstrage eingewiesen.
- 12 KomandArm II wurden ⇒ Generalleutnant OF7
- 4 KomandArm II wurden ⇒ Generaloberst OF8
- 2 KomandArm II wurden ⇒ Armeegeneral OF9

Die Dienstgradabzeichen wurden noch bis zur Wiedereinführung der Schulterstücken im Jahre 1943 beibehalten. Insbesondere die Kragenabzeichen an der Uniformbluse wurden zum Teil noch weiter genutzt bzw. aufgetragen. Mit Einführung der Kragenstickerei für General wurden auch diese ersetzt.

## Politkommissare
Mit dem Wechsel zu den traditionellen Bezeichnungen für Generalsränge OF6 bis OF9 wurden auch Rangbezeichnungen für die Politkommissare – eine Besonderheit der Roten Armee und der Sowjetischen Marine – ausgewiesen. Ab 22. Juni 1941 lautete die Rangfolge:
- Führungsebene Brigade X: Brigadekommissar – OF6  (russ.: бригадный комиссар)
- Führungsebene Division XX: Divisionskommissar – OF7  (russ.: дивизионный комиссар)
- Führungsebene Korps XXX: Korpskommissar – OF8  (russ.: корпусный комиссар)
- Führungsebene Armee XXXX: Armeekommissar II. Ranges – OF9  (russ.: армейский комиссар 2-го ранга)
- Führungsebene Front XXXXX: Armeekommissar I. Ranges – OF9 (russ.: армейский комиссар 1-го ранга)

Politkommissare Heer (Landstreitkräfte) und Luftwaffe (Luftstreitkräfte/Luftverteidigung) trugen generell die der Führungsebene entsprechenden Dienstgradabzeichen.